# Conopophage du Pérou
Conopophaga peruviana
Espèce
Statut de conservation UICN

 LC  : Préoccupation mineure
Le Conopophage du Pérou (Conopophaga peruviana) est une espèce de passereaux de la famille des Conopophagidae.